# Ultimate Victory
Ultimate Victory – drugi solowy album amerykańskiego rapera Chamillionaire’a. Został wydany 18 września 2007.
Na albumie można usłyszeć takich gości jak UGK, Krayzie Bone, Lil' Wayne, Pimp C, Slick Rick, Tony Henry, Bun B, Famous i Devin The Dud. Pierwszym oficjalnym singlem do płyty była piosenka Hip Hop Police. Chamillionaire nagrał całkowicie czysty album. Nie ma tu żadnych przekleństw ani powiązań seksualnych. A więc mogą go słuchać nawet najmłodsi.

## Lista utworów
| #  | Tytuł                                            | Goście         | Producent        | Czas |
| -- | ------------------------------------------------ | -------------- | ---------------- | ---- |
| 1  | "The Morning News"                               |                | Kane Beatz       | 3:58 |
| 2  | "Hip Hop Police"                                 | Slick Rick     | Jonathan Rotem   | 4:11 |
| 3  | "Standing Ovation"                               |                | Kane Beatz       | 4:27 |
| 4  | "Won't Let You Down"                             | Kevin Cossom   | Kane Beatz       | 4:37 |
| 5  | "Industry Groupie"                               |                | Jonathan Rotem   | 3:32 |
| 6  | "Pimp Mode"                                      | Bun B          | Happy Perez      | 5:22 |
| 7  | "Rock Star"                                      | Lil Wayne      | Disco D          | 5:00 |
| 8  | "Skit"                                           | Spanky Hayes   |                  | 3:04 |
| 9  | "The Bill Collecta"                              | Krayzie Bone   | Play-N-Skillz    | 3:51 |
| 10 | "The Ultimate Vacation"                          |                | The Beat Bullies | 4:05 |
| 11 | "Come Back To The Streets"                       |                | The Runners      | 4:51 |
| 12 | "I Think I Love You"                             |                | The Beat Bullies | 4:43 |
| 13 | "The Evening News"                               |                | Kane Beatz       | 4:08 |
| 14 | "Welcome To The South"                           | Pimp C         | Kane Beatz       | 4:12 |
| 15 | "You Must Be Crazy"                              | Famous         | Dave M.G.        | 4:54 |
| 16 | "We Breakin Up"                                  |                | CHOPS            | 4:40 |
| 17 | "Stuck In The Ghetto"                            | Tony Henry     |                  | 1:45 |
| 18 | "Rocky Road"                                     | Devin the Dude | Happy Perez      | 4:59 |
| 19 | "The Ultimate Victory"                           |                | Happy Perez      | 3:11 |
| +  | "Still Countin' My Cash" (iTunes bonus track)    |                | Traktwinz        | 4:25 |
| +  | "Keep It on the Hush" (Best Buy bonus track)     | Lloyd          | Matty P          | 3:59 |
| +  | "Somebody Gonna Get Hurt" (Best Buy bonus track) |                | Rick Rock        | 3:23 |

## Miejsca na listach
| Lista (2007)                                  | Pozycja |
| --------------------------------------------- | ------- |
| U.S. Billboard Hot 200                        | 8       |
| U.S. Billboard Billboard Top Rap Albums       | 3       |
| U.S. Billboard Top R&B/Hip-Hop Albums         | 3       |
| U.S. Billboard Top Digital Albums             | 8       |
| U.S. Billboard Billboard Comprehensive Albums | 8       |
| U.S. Billboard Tastemakers                    | 4       |